# ماغنوس اولوفسون
ماغنوس اولوفسون (بالسويدية: Magnus Olofsson)‏ هو مهندس كهربائي سويدي، ولد في 8 ديسمبر 1965.